# Романов, Михаил Валентинович
Михаил Валентинович Романов (род. 3 ноября 1984 года, город Ленинград) — российский государственный и политический деятель, депутат Государственной Думы Федерального Собрания Российской Федерации VII созыва от партии «Единая Россия» с 18 сентября 2016 года, заместитель председателя Комитета Государственной Думы по контролю и регламенту, советник государственной гражданской службы Российской Федерации 2-го класса.
Находится под персональными санкциями 27 стран ЕС, Великобритании, США, Канады, Швейцарии, Австралии, Японии, Украины, Новой Зеландии.

## Биография
Родился 3 ноября 1984 года в г. Ленинграде в семье офицера военно-морского флота.
В 2007 году окончил Северо-Западную академию государственной службы по специальности «Государственное и муниципальное управление». В 2008 году вступил в партию «Единая Россия». В 2014 году был доверенным лицом кандидата в губернаторы Санкт-Петербурга Георгия Полтавченко.
В 2011 году неудачно баллотировался в Законодательное собрание Санкт-Петербурга от Приморского района.
Учредитель фонда содействия развитию науки, образования, культуры и реализации социальных программ «Северная столица», а также межрегиональной общественной организации "Клуб охотников и рыболовов «Альфа». Фонд «Северная столица» не публиковал отчетов о расходовании средств, хотя фонд последние несколько лет получал средства от правительства Санкт-Петербурга в размере нескольких десятков миллионов рублей. После выборов в 2016 году деятельность фонда «Северная столица» заморожена. В результате работы фонда остались долги перед сотрудниками, которые работали без заключения трудовых договоров.
Принимает участие в общественной жизни Санкт-Петербурга, член ряда общественных и политических организаций.

## Выборы в Государственную Думу 2016 года
Михаил Романов 22 мая одержал победу в петербургских праймериз «Единой России», набрав 74,28 % голосов. На съезде партии был утвержден в качестве кандидата в депутаты Государственной Думы от «Единой России» по Юго-Восточному одномандатному избирательному округу № 217.
На выборах главным соперником Романова была известный политик, бывший депутат Государственной Думы Оксана Дмитриева, выдвигавшаяся от «Партии Роста». Дмитриева считалась фаворитом, ведь в её родном Фрунзенском районе она избиралась депутатом Госдумы несколько раз, однако Михаил Романов неожиданно выиграл в округе, набрав 31,4 % голосов избирателей, в то время как Дмитриева набрала 23,9 % голосов.
В бюллетенях избирателей присутствовали кандидаты «спойлеры»: Дмитриева Оксана Владимировна партия «Гражданская сила», Дмитриева Олеся Михайловна партия «Зелёные», которые набрали соответственно 5,7 % и 2,2 % голосов, которых не хватило Дмитриевой для победы.
После объявления результатов Дмитриевой была лично подана жалоба главе ЦИК Элле Памфиловой о нечестном подсчете голосов, где было указано, что часть членов ОИК подписали протокол только на следующий день после выборов, попытавшись закрыть возможность пересмотреть результаты выборов на уровне избиркома: как только подписан итоговый протокол, обжаловать его можно только через суд. Однако ей не удалось доказать факт фальсификации, и мандат депутата Государственной Думы получил Романов, а Дмитриева стала главой фракции «Партии Роста» в Законодательном собрании Санкт-Петербурга.

## Законотворческая деятельность
С 2016 по 2019 год, в течение исполнения полномочий депутата Государственной Думы VII созыва, выступил соавтором 191 законодательной инициативы и поправки к проектам федеральных законов.

## Международные санкции
23 февраля 2022 года внесён в санкционные списки стран Евросоюза за действия и политику, которые подрывают территориальную целостность, суверенитет и независимость Украины и еще больше дестабилизируют Украину.
24 февраля 2022 года включён в санкционный список Канады «близких соратников режима» за голосование о признании независимости «так называемых республик в Донецке и Луганске».
24 марта 2022 года, на фоне вторжения России на Украину, включён в санкционный список США за «соучастие в войне Путина» и «поддержку усилий Кремля по вторжению в Украину», Госдеп США заявил что депутаты Госдумы используют свои полномочия для преследования инакомыслящих и политических оппонентов, нарушают свободу информации, ограничивают права человека и основные свободы граждан России.
По аналогичным основаниям, с 11 марта 2022 года находится под санкциями Великобритании. С 25 февраля 2022 года находится под санкциями Швейцарии. С 26 февраля 2022 года находится под санкциями Австралии. С 12 апреля 2022 года находится под санкциями Японии. Указом президента Украины Владимира Зеленского от 7 сентября 2022 находится под санкциями Украины. С 3 мая 2022 года находится под санкциями Новой Зеландии.

## Скандалы
С именем Михаила Романова связан скандал с размещением социальной рекламы с его изображением на территории его избирательного округа за счет бюджета Санкт-Петербурга. Так, на плакатах, приуроченных ко Дню победы, Дню города, было крупное изображение Михаила Романова и текст «Михаил Романов». Как выяснилось позже, деньги были выделены городским центром размещения рекламы, который подведомствен Комитету по печати и взаимодействию со СМИ, когда фонд Романова «Северная столица» стал победителем в конкурсе грантов социальной рекламы Комитета по печати в 2016 году.
В ночь на 24 августа 2021 в центре Санкт-Петербурга дорожная полиция остановила автомобиль марки BMW, в салоне которого находился депутат Государственной Думы Михаил Романов. За рулем был 36-летний водитель депутата. Машина принадлежит третьему лицу. Иномарка с парламентарием проскочила Благовещенский мост буквально за несколько мгновений до разводки. В этот момент переправа уже закрылась для движения автотранспорта. На водителя составили протокол за выезд на встречную полосу. Примерно два месяца назад за ним было зафиксировано аналогичное нарушение. После первых сообщений в СМИ, Романов отрицал произошедшее, но после извинился и сообщил, что во время инцидента он спал на заднем сидении и никак не влиял на решение водителя.

## Личная жизнь
Увлекается спортом, охотой, рыбалкой, дайвингом.
Женат, есть ребёнок.

## Членство в организациях
- Член Регионального политического совета Санкт-Петербургского регионального отделения ВПП «Единая Россия»
- Участник Общероссийского общественного движения "Народный фронт «За Россию»
- Член Президиума совета Санкт-Петербургской и Ленинградской областной организации Общественно-государственного объединения "Всероссийское физкультурно-спортивное общество «Динамо»
- Секретарь Попечительского совета Храма иконы Божией Матери «Милующей»
- Руководитель Проекта Партии «Единая Россия» «Национальная инновационная система» по Северо-Западному федеральному округу
- Член Попечительского совета Санкт-Петербургского Государственного университета кино и телевидения
- Член совета Санкт-Петербургского городского регионального отделения Общероссийского общественного движения «Россия вперед!»
- Член Экспертного совета по развитию институтов инновационных систем в Российской Федерации при Комитете по науке и наукоемким технологиям Государственной Думы Федерального Собрания РФ
- Член Президиума Общественного совета Храма Феодоровской иконы Божией Матери

## Награды
- Почётный знак «За особый вклад в развитие Санкт-Петербурга» (4 декабря 2024 года) — за особые заслуги перед Санкт-Петербургом в профессиональной или общественной деятельности[22].